# 사천왕문
사천왕문(四天王門)은 사찰을 지키는 사천왕을 모시는 문이다. 즉 천왕문에 모셔져 있는 사천왕상은 동쪽을 지키는 지국천왕을 비롯해 서쪽을 지키는 광목천왕, 남쪽을 지키는 증장천왕, 북쪽을 지키는 다문천왕이 모셔진 곳이다.
줄여서 천왕문(天王門)으로 부르기도 하고, 사천왕이 옹호하는 문이라고 해서 옹호문(擁護門)이라고도 한다.

## 같이 보기
- 제목에 "사천왕문" 항목을 포함한 모든 문서
- 제목에 "천왕문" 항목을 포함한 모든 문서
- 제목에 "옹호문" 항목을 포함한 모든 문서
- 당간
- 일주문
- 불교
- 금강문